# Margarete Adler
Margarete „Grete” Adler (ur. 13 lutego 1896 w Wiedniu, zm. 10 kwietnia 1990) – austriacka pływaczka i skoczkini reprezentująca Cesarstwo Austriackie, a po I wojnie światowej Republikę Austrii, brązowa medalistka igrzysk olimpijskich (1912).
Podczas V Letnich Igrzysk Olimpijskich w Sztokholmie w 1912 roku, Adler wystartowała w dwóch konkurencjach pływackich. Na dystansie 100 metrów stylem dowolnym z czasem 1:34,4 zajęła czwarte miejsce w zwartym wyścigu eliminacyjnym i odpadła z dalszej rywalizacji. Adler wystartowała także na pierwszej zmianie austriackiej sztafety 4 × 100 m stylem dowolnym. Czasem 6:17,0 ekipa Austriaczek zdobyła brązowy medal.
Podczas VIII Letnich Igrzysk Olimpijskich w Paryżu w 1924 roku Adler wystartowała w konkurencji skoków standardowych z wieży. Z wynikiem 125 punktów zajęła w swojej grupie eliminacyjnej czwarte miejsce i odpadła z dalszej rywalizacji.
Adler reprezentowała barwy klubu Austria Wiedeń.